# Fereclo
Fereclo (en griego antiguo: Φέρεκλος), en la mitología griega fue un troyano, hijo de Tectón, famoso por sus habilidades como carpintero que construyó la nave en la que Paris, tras viajar a Esparta, huyó con Helena rumbo a Troya. Fue muerto en la guerra de Troya por Meríones.